# Ádám Borbély
Ádám Borbély (Debrecen, 22 de junio de 1995) es un jugador de balonmano húngaro que juega de portero en el Ferencvárosi TC. Es internacional con la selección de balonmano de Hungría.

## Palmarés

### Veszprém
- Liga húngara de balonmano (3): 2013, 2014, 2017
- Copa de Hungría de balonmano (3): 2013, 2014, 2017

## Clubes
- MKB Veszprém (2012-2017)
- Balatonfüredi KSE (2014-2015) (cedido)
- Tatabánya KC (2015-2016) (cedido)
- Orlen Wisła Płock (2017-2019)
- Tatabánya KC (2019-2020)
- Veszprém KKFT (2020-2022)
- Ferencvárosi TC (2022- )